# Dante Quinterno
Dante Quinterno (Buenos Aires, 26 ottobre 1909 – Buenos Aires, 14 maggio 2003) è stato un fumettista argentino.

## Biografia
Nacque a Buenos Aires, il 26 ottobre 1909, figlio di Martín Quinterno e Laura Raffo. Suo nonno paterno Pietro Quinterno, originario di Piemonte, emigrò in Argentina per essere un produttore agricolo e un venditore di frutta.
Nel 1924 iniziò a inviare i suoi disegni su diversi giornali di Buenos Aires e nel 1925 pubblica il suo primo fumetto Panitruco, a El Suplemento. In seguito scrisse Andanzas y desventuras de Manolo Quaranta (1926); Don Fermín (in seguito ribattezzato Don Fierro, 1926) e Un porteño optimista (in seguito chiamato Las aventuras de Don Gil Contento, 1927), per diversi giornali. In quest'ultimo introdusse nel 1928 un nuovo personaggio Curugua-Curuguagüigua, che in seguito fu ribattezzato Patoruzú. Insieme a Patoruzú arrivarono altri personaggi secondari come Isidoro Cañones e il giovane Patoruzú (Patoruzito), che in seguito divenne il loro personaggio principale nelle loro pubblicazioni. Dal 1936, Patoruzú divenne una pubblicazione indipendente, che al suo apice vendette 300 000 copie. Nello stesso anno fonda la Dante Quinterno Publishing (Editoriale Dante Quinterno). Seguirono altri libri: "Libro de Oro de Patoruzú" (1937,fumetto annuale) Dinamica Rural" (1950,rivista agricola)," Pepín Cascarón (1960), Patoruzito (1945, con la collaborazione di Eduardo Ferro, José Luis Salinas and Alberto Breccia), Andanzas de Patoruzú (1956), Correrías de Patoruzito (1958) e Locuras de Isidoro (1968).
Quinterno inizio anche la carriera di animatore e il 20 novembre 1942 aprì un cortometraggio animato di 15 minuti, Upa en apuros al cinema Ambasciatore d'Italia in Argentina. Al 1943 Argentine Film Critics Association Awards, Quinterno ha vinto il premio speciale per questo film.
Negli anni 90 si è allontanato dal mondo dei fumetti, diventando un uomo d'affari, ma continua a sfruttare i suoi personaggi con le sue stesse case editrici e licenziatarie; Editoriale Universo SA e Los Tehuelches S.A. Sposato con Rosa Schiaffino nel 1938, ebbe tre figli: Dante, Walter e Mónica. Muore a Buenos Aires il 14 maggio 2003 ed è sepolto nel Cimitero della Recoleta.